# Exército Revolucionário Popular (Granada)
O Exército Revolucionário Popular (em inglês: People's Revolutionary Army, PRA) foi o exército de Granada entre 1979 e 1983.

## História
O PRA tem suas raízes no Exército de Libertação Nacional (National Liberation Army, NLA), que foi formado em 1973 como a ala militar do partido insurgente do Movimento Nova Jóia (New Jewel Movement, NJM). No final de 1977, o partido despachou 12 líderes do NLA para quatro semanas de treinamento militar clandestino por uma unidade da Força de Defesa da Guiana. O grupo de 11 homens e uma mulher granadinos eram conhecidos como "Os 12 Apóstolos". Eles receberam treinamento intensivo em táticas de guerrilha, armas e outras habilidades de guerra em preparação para a derrubada do governo de Eric Gairy.
O golpe quase sem derramamento de sangue ocorreu na manhã de 13 de março de 1979, por ordem do Comitê de Segurança e Defesa do NJM e sob a liderança tática militar dos principais "Apóstolos". A tomada armada foi popularmente apoiada e posteriormente ficou conhecida como a Revolução de Granada.

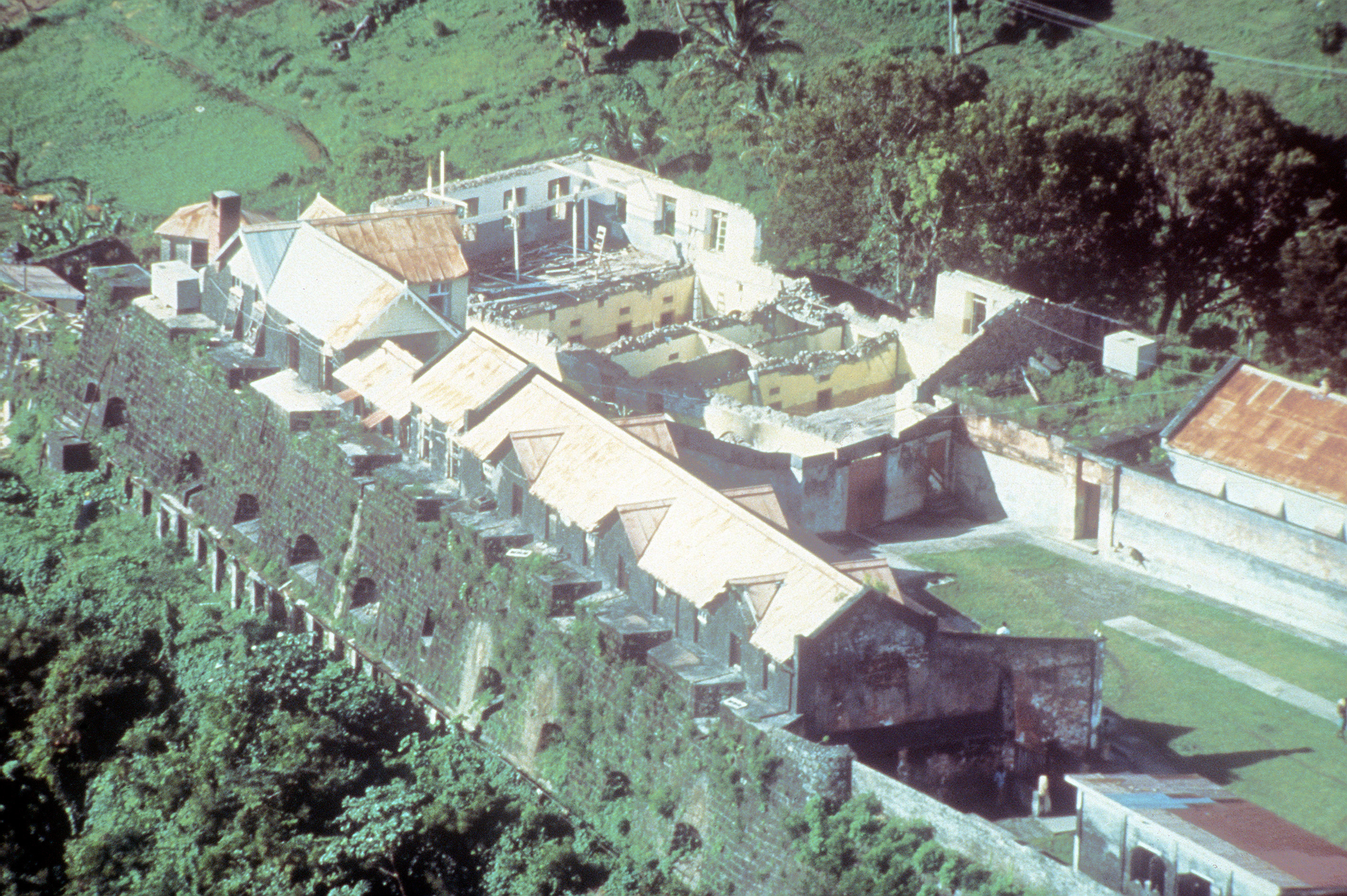
Vista aérea do Fort Frederick mostrando os danos sofridos durante a invasão americana.

Depois que o partido do Movimento Nova Jóia tomou o poder, o exército granadino foi renomeado como Exército Revolucionário Popular e expandiu-se rapidamente. Em janeiro de 1981, o governo revolucionário formou as Forças Armadas Revolucionárias (Revolutionary Armed Forces, PRAF), uma organização abrangente que incluía o exército, a milícia, o serviço policial, o serviço prisional, a Guarda Costeira e o corpo de bombeiros. A força uniformizada de Granada superava em muito a polícia e os militares combinados de todos os seus vizinhos do Caribe Oriental. A União Soviética e Cuba forneceram a maior parte das armas. Soldados e oficiais promissores foram treinados nesses países. Em 1983, o Movimento estava dividido sobre quem deveria liderar o partido. Alguns acreditam que a facção liderada pelo primeiro-ministro Maurice Bishop queria laços mais estreitos com o Ocidente, enquanto a facção liderada pelo vice-primeiro-ministro Bernard Coard queria acelerar a conversão para um Estado comunista. Outros afirmam que a luta pelo poder tinha mais a ver com estilo de liderança e rivalidade do que diferenças de ideologia entre os dois amigos alienados.

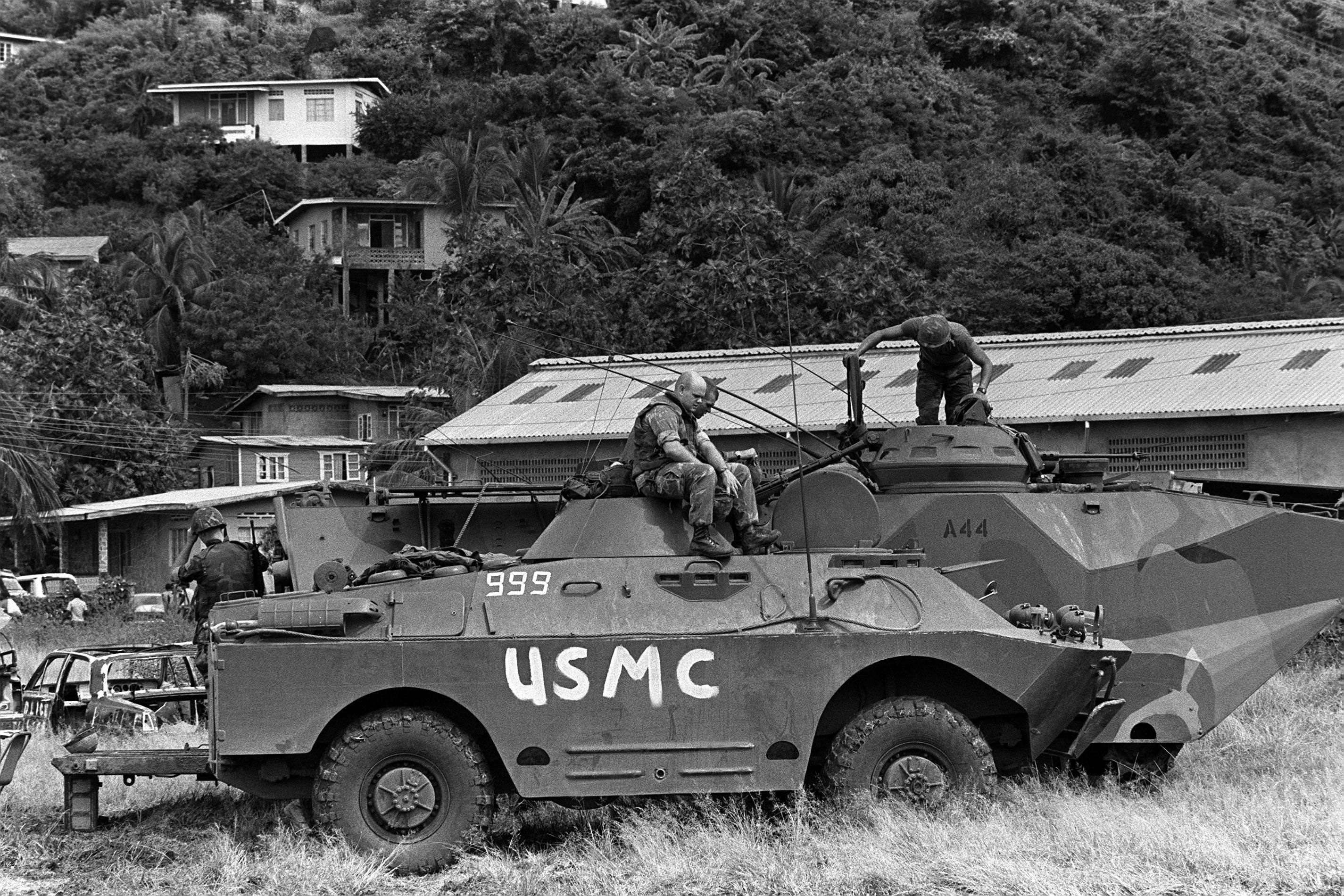
Fuzileiros navais americanos sentam-se em um carro de reconhecimento blindado anfíbio BRDM-2 de fabricação soviética capturado durante a Operação Urgent Fury.

Em 13 de outubro, o Comitê Central do NJM colocou Bishop em prisão domiciliar depois que ele recusou um acordo de compartilhamento de poder. O ministro das Relações Exteriores, Unison Whiteman, voltou de Nova York, onde deveria discursar nas Nações Unidas e, em vez disso, começou a negociar com Coard a libertação de Bishop. Nos dias seguintes, manifestações pró-Bishop  ocorreram em toda a ilha e uma greve geral foi convocada em Saint George. Em 18 de outubro, manifestantes invadiram a cidade entoando slogans pró-Bishop e anti-Coard enquanto a polícia e os soldados do PRA assistiam. Os protestos atingiram o clímax em 19 de outubro. Whiteman dirigiu-se a uma multidão crescente nas ruas de St. George. A multidão marchou para Mount Wheldale para libertar Bishop da sua casa. A princípio, os guardas de Bishop se mantiveram firmes e até dispararam tiros de advertência. Eventualmente, eles foram sobrepujados e os manifestantes libertaram Bishop. Bishop, Whiteman e os manifestantes então marcharam morro abaixo para Fort Rupert para assumir o quartel-general do Exército Revolucionário Popular pelo simples peso dos números.

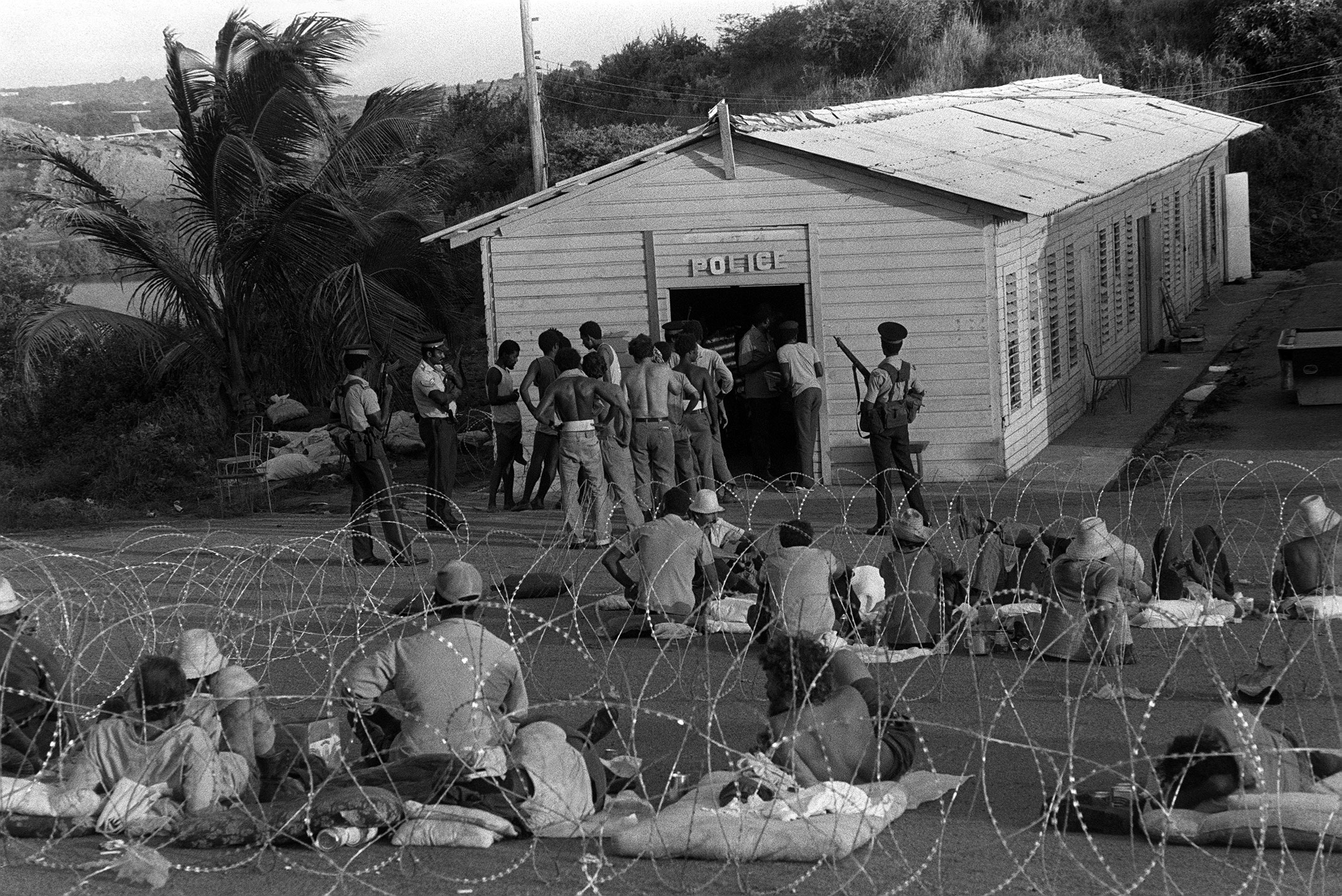
Militares do Exército Revolucionário Popular e seus conselheiros cubanos capturados na invasão e sob os cuidados da Força de Defesa do Caribe Oriental.

A liderança do PRA convocou reforços, incluindo 3 blindados BTR-60 e tropas adicionais. Um tiroteio eclodiu no forte em circunstâncias controversas. Três soldados e oito civis foram mortos na confusão que se seguiu e cerca de 100 civis ficaram feridos, segundo um estudo de 2003. O PRA prendeu rapidamente Bishop, Whiteman, dois outros ministros do governo, um líder sindical e três apoiadores de Bishop. Esses oito prisioneiros foram posteriormente executados por um pelotão de fuzilamento de soldados, elevando o total de mortos no forte para 19.

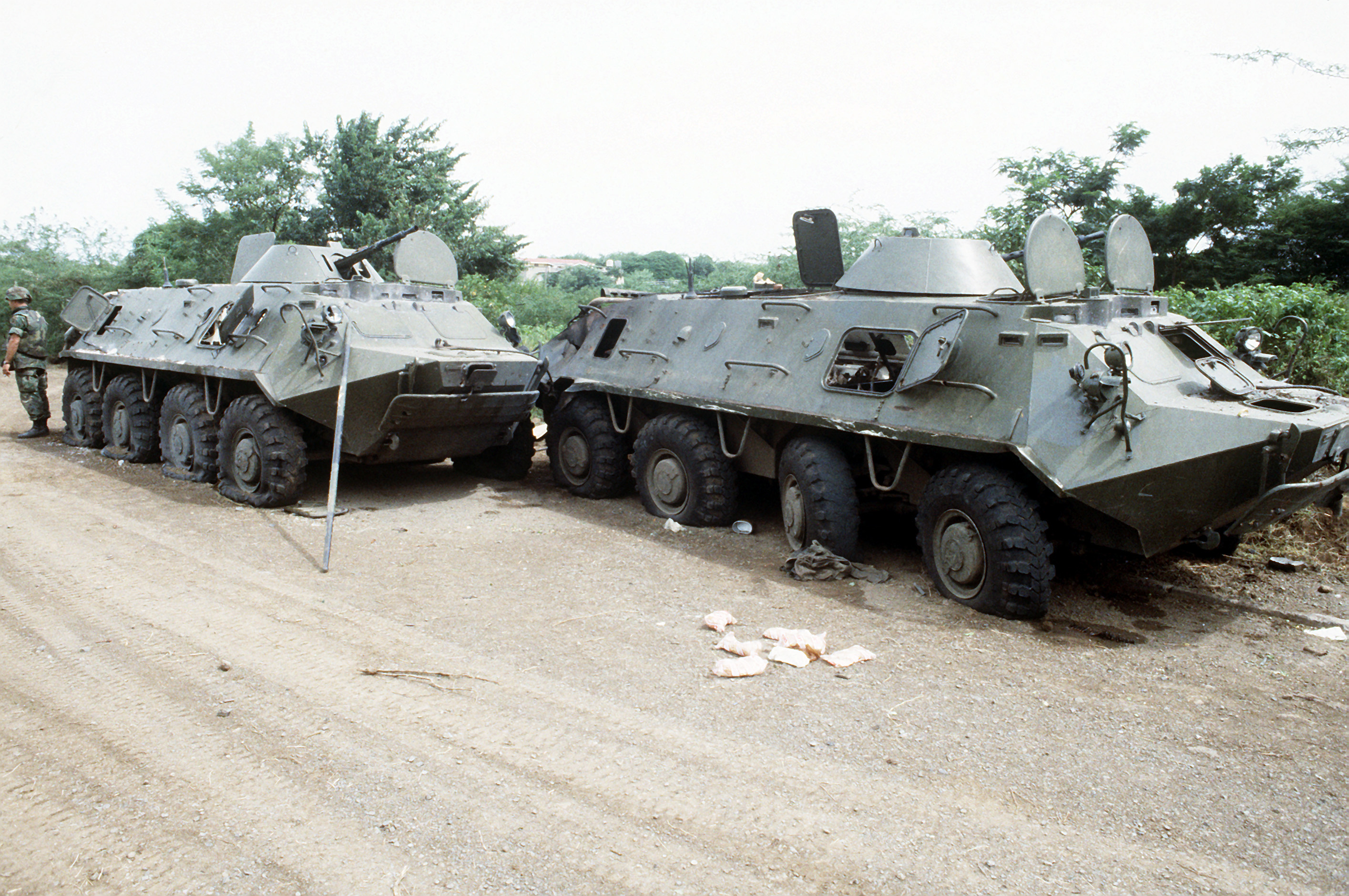
Blindados BTR-60 granadinos durante a Operação Urgent Fury.

Após a morte de Bishop, Hudson Austin estabeleceu um Conselho Militar Revolucionário composto inteiramente por 16 oficiais do Exército. A lei marcial foi declarada e o toque de recolher imediato de 24 horas foi imposto. Os infratores deveriam ser baleados à primeira vista, mas nenhum foi. O toque de recolher durou quatro dias e muitos cidadãos proeminentes foram presos. Eles incluíam ex-funcionários de Bishop, oficiais do PRA e membros do NJM considerados desleais.
Em 25 de outubro de 1983, a vanguarda de 7.600 soldados dos Estados Unidos e 350 da Força de Paz do Caribe invadiu Granada, encontrando resistência do Exército Revolucionário Popular. Na manhã anterior à invasão, as PRAF reuniram uma força permanente de 463 homens, complementada por 257 milicianos e 58 membros não-treinados do partido NJM. A intervenção multinacional também teve a oposição de 636 trabalhadores da construção civil cubanos armados, sob a liderança de 43 conselheiros militares cubanos. O combate foi ocasionalmente intenso por dois dias, mas as hostilidades foram declaradas encerradas pelas forças americanas em 2 de novembro de 1983.
Um estudo histórico do Pentágono sobre a Operação Urgent Fury relatou mais tarde: "As forças americanas perderam 19 mortos e 116 feridos. As forças cubanas perderam 25 mortos, 59 feridos e 638 capturados. As forças granadinas sofreram 45 mortos e 358 feridos; pelo menos 24 civis mortos."
Em 27 de outubro de 1983, a maioria dos soldados granadinos havia fugido para as selvas ou tirado seus uniformes militares na tentativa de se misturar à população civil. Muitos desses soldados foram apontados por seus opositores às tropas americanas e presos. As PRAF foram dissolvidas e a força policial da ilha foi reconstituída e re-treinada.
Em 1986, 18 granadinos foram julgados por um tribunal granadino pelas 19 mortes ocorridas no Fort Rupert em 19 de outubro de 1983. Dezessete réus foram condenados por um júri de assassinato ou homicídio culposo, incluindo oito oficiais do PRA e três soldados. Todos foram presos na ilha enquanto os apoiadores travavam uma longa campanha para libertar os chamados 17 de Granada. O último dos 17 foi libertado da prisão de Richmond Hill em 2009, depois de cumprir até 26 anos de prisão.

## Equipamento
Os militares estavam equipados principalmente com uma mistura de armas e veículos soviéticos, chineses e tchecoslovacos. Eles também confiscaram algumas armas dos militares americanos.

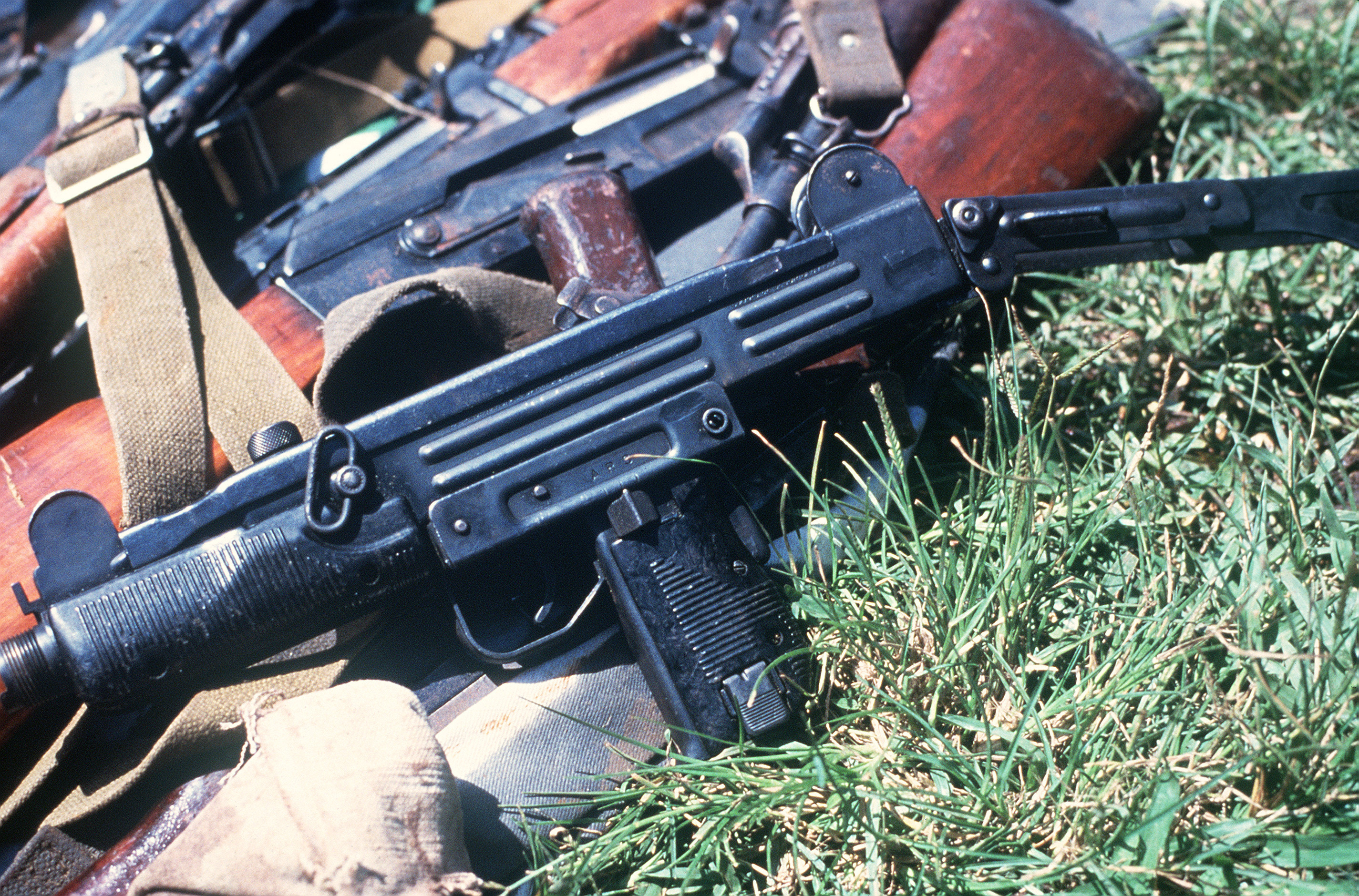
Uzi granadina de fabricação israelense.

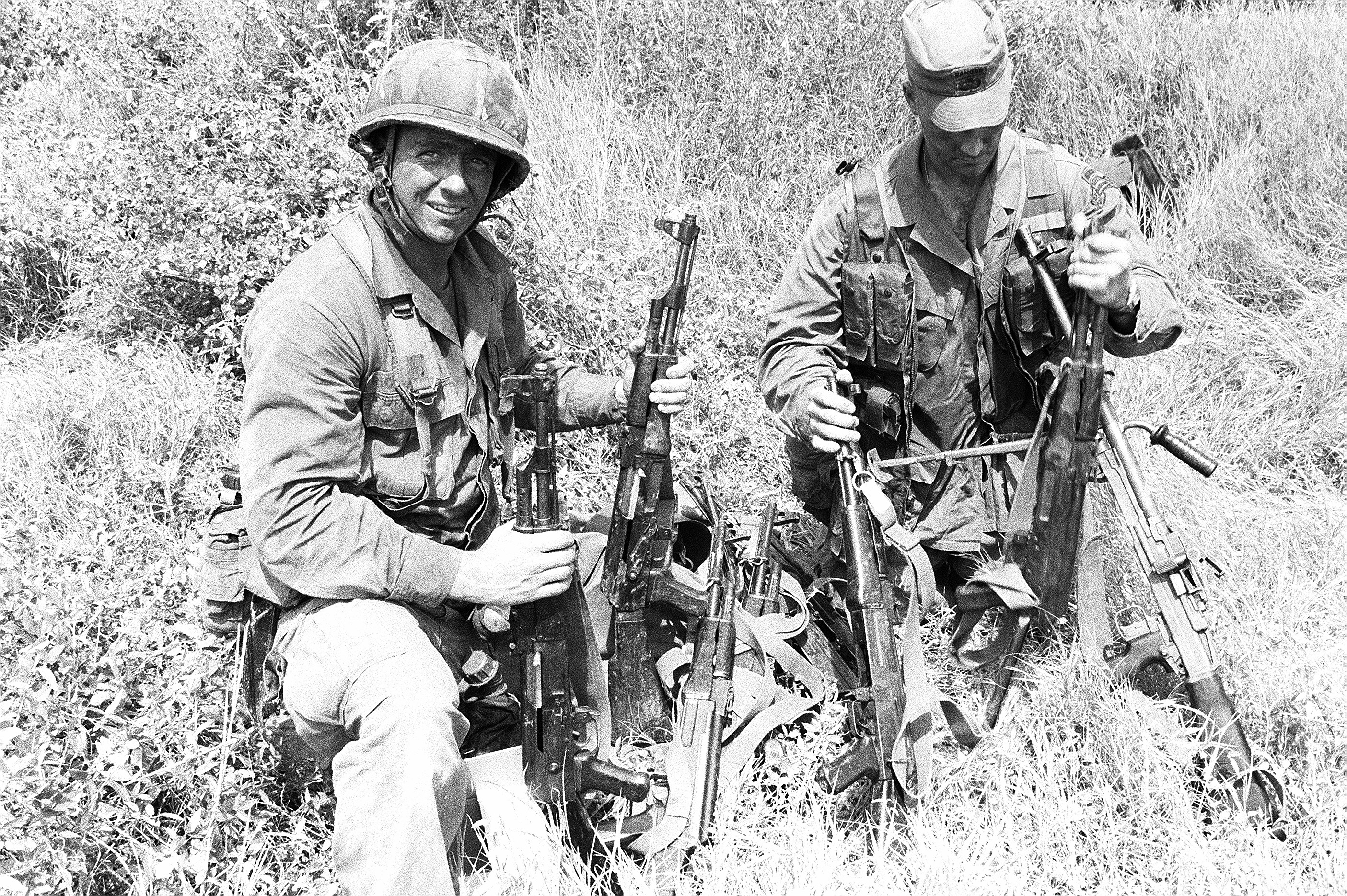
Soldados americanos exibem fuzis AK-47 de fabricação soviética e uma metralhadora leve Model-52 de fabricação tcheca capturados do PRA.

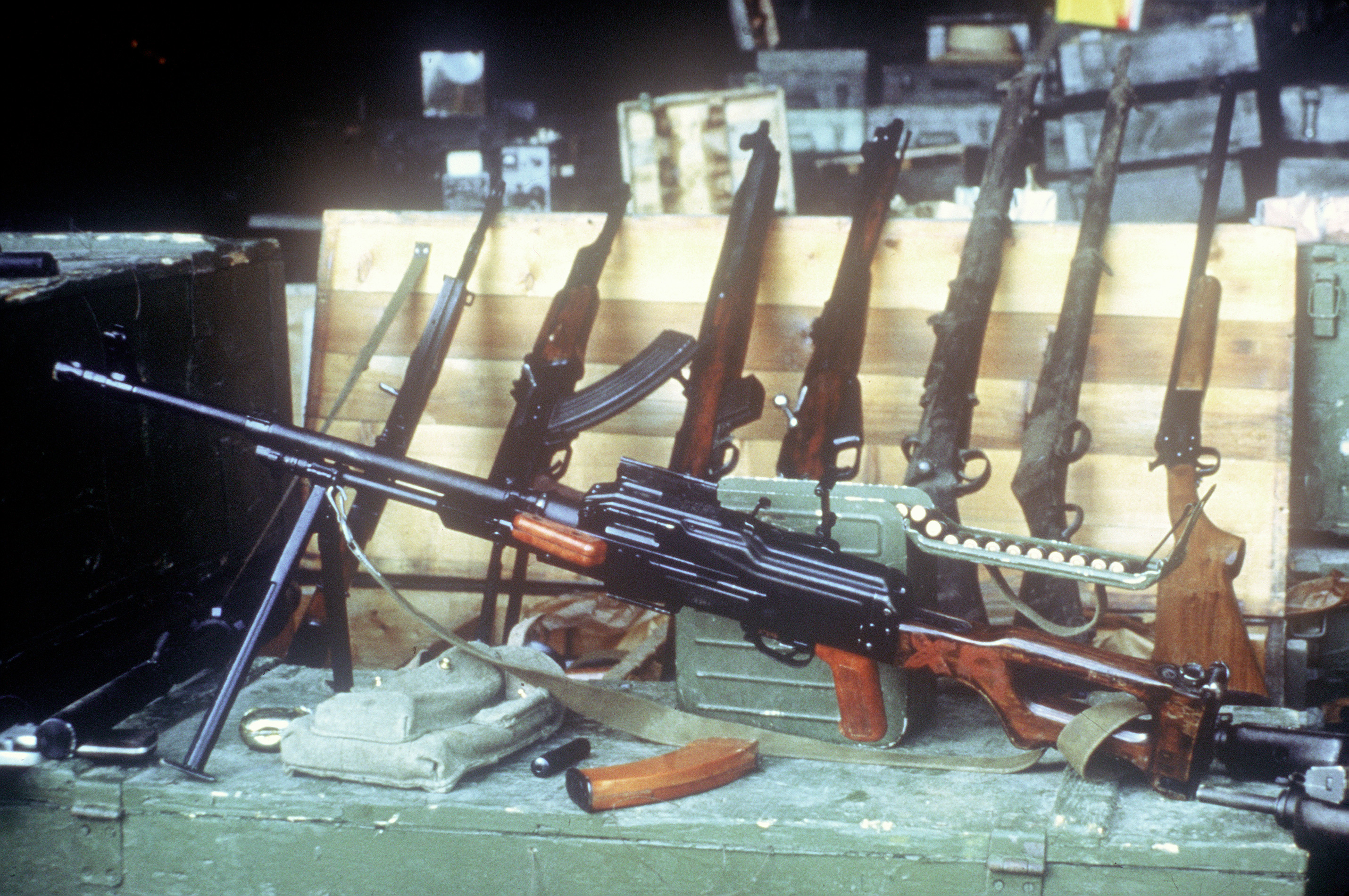
Armamento do PRA capturado.

### Armas portáteis e armas leves
- Pistola semiautomática Makarov PM
- Pistola semiautomática Tokarev TT-33
- Pistola semiautomática CZ 52[8]
- Submetralhadora Uzi
- Submetralhadora Sa vz. 23[4][9]
- Fuzil semiautomático Vz. 52
- Carabina Mosin-Nagant M44[10]
- Fuzil de assalto AKM[11]
- Fuzil de assalto M16A1[12]
- Metralhadora PKM[13]
- Metralhadora leve Bren
- Metralhadora leve Vz. 52[13]
- Metralhadora pesada DShK[13]
- Lança-granadas propelido por foguete RPG-7[14]
- Lança-granadas propelido por foguete Tipo 56[15]
- Granada de mão F1[16]

### Veículos blindados
- 8 BTR-60[5]
- 2 BRDM-2[5]

### Canhões antiaéreos
- 12 canhões antiaéreos ZU-23-2[17]

### Artilharia
- 4 obuseiros ZiS-3 de 76,2mm ex-cubanos (não usados durante a invasão)
- Morteiro M1937 de 82mm[18]
- Canhão sem recuo SPG-9[13]
- Canhão sem recuo Tipo 56[13]